# La favola dei suoni
La favola dei suoni è un inserto narrativo facente parte de Il Saggiatore di Galileo Galilei. È impropriamente chiamata "favola", benché non metta in scena animali parlanti o rappresentanti vizi umani: è in realtà un apologo che descrive l'applicazione, ossessiva e alla fine per certi versi anche distruttiva, del "metodo scientifico".

## Trama
Un uomo intelligente e curioso, nato e vissuto lontano dalla città, è solito catturare e allevare uccelli per studiarne l'emissione vocale. Una notte, udendo una nuova melodia, va a cercare di catturare quell'uccello, che però si rivela essere un semplice zufolo suonato da un pastorello: l'uomo comprende che i suoni possono provenire dalle fonti più disparate. L'apologo finisce con il cercatore di suoni il quale, nel voler individuare il meccanismo che consente a una cicala di produrre il suo verso caratteristico, finisce per uccidere l'insetto.

## Scopo della storia
Con questa novella Galileo intende realizzare un obiettivo polemico che si basa sull'insegnamento di Socrate: "saggio è colui che sa di non sapere", cioè colui che è a conoscenza di quali siano i limiti del proprio sapere. Egli vuole inoltre dire che, fatta una scoperta grazie al "metodo scientifico", non bisogna limitarsi a questa ma bisogna continuare a ricercare e che poi non tutto è spiegabile e/o dimostrabile.